# Joan Maristany i Galceran
Joan Maristany i Galceran, conegut com a Tara, (el Masnou, 1832 - el Masnou, 24 de gener de 1914) fou un capità català dedicat a la pirateria i l'esclavatge. En les fonts angleses, el seu nom apareix com Marutani, adaptació polinèsia de Maristany identificada per Francesc Amorós, col·laborador d'Antoni Pujador i Estany.
Provinent d'una important nissaga de capitans del Masnou, els Maristany de Ca la Tara, és conegut principalment per la seva participació en el despoblament de l'illa de Pasqua.

## Biografia
Maristany tenia la seva seu a El Callao, al Perú, on tenia una dona indígena i fills. El progressiu moviment abolicionista durant el segle xix, va fer que alguns negrers es dirigissin cap a les illes de la Polinèsia. Després de l'abolició de l'esclavatge a Xile, el port d'El Callao es va convertir en la principal base esclavista.
El Rosa y Carmen era una corbeta de 402 tones de la família Maristany construïda a les drassanes del Masnou. L'any 1860 entrava al port de Barcelona provinent de Guayaquil. L'octubre de 1861 partia de Barcelona cap a Valparaíso i Lima oferint passatge. El desembre del 1862 va partir d'El Callao amb una flota comandada per Maristany amb altres set vaixells de bandera peruana: Hermosa Dolores (capità Garay), José Castro (capità Acevedo), Cora (88 tones, capità Antonio de Aguirre), Rosa Patricia (o Rosalía, capità Bollo), Carolina (capità Morales), Guillermo (capità Campbell) i Micaela Miranda (capità Cárcamo).
El 23 de desembre van arribar a l'illa de Pasqua. Van desembarcar 80 homes armats que es van desplegar adoptant la tàctica de la chaquira, que consisteix a atraure els indígenes amb perles i objectes lluents. En una jornada van capturar 349 rapanuis, a més de matar-ne algunes desenes i incendiar cases. Es van distribuir els esclaus en diferents vaixells i es van separar seguint diferents rumbs, partint el 26 de desembre.
Entre el 24 i el 26 de gener del 1863 van arribar a El Callao la Carolina i la Hermosa Dolores amb 142 i 161 esclaus respectivament.
Els altres sis vaixells van seguir rumb cap a l'oest amb el capità Maristany. El punt de trobada era l'illa de Rapa. La Cora, que va arribar més tard, va ser capturat i entregat a les autoritats colonials franceses de Tahití després que els illencs van descobrir que portava un nen de sis anys anomenat Manu Rangi, hereu del cap de Rapa Nui. El capità de la José Castro va decidir tornar a l'illa de Pasqua. La Rosa Patricia i la Guillermo van seguir cap a Niue i les illes Cook meridionals (Mangaia i Atiu).
El capità Maristany va seguir amb la Rosa y Carmen i la Micaela Miranda cap a les illes Cook septentrionals, Rakahanga i Manihiki, on van capturar alguns esclaus més. El 12 de febrer arribaven a les Tokelau: Atafu, Fakaofo i Nukunonu. De tornada al Perú van parar a Tutuila per desembarcar alguns esclaus malalts.
A l'abril del 1863 s'havia prohibit el tràfic d'esclaus al Perú. Maristany hi va arribar el 10 de juny amb un carregament de 128 polinesis, però no hi va desembarcar, ja que l'esperaven per pirateria. L'armada espanyola el va ajudar a escapar dels anglesos i va tornar al Masnou instal·lant-se a casa de la seva germana Antònia Maristany i Galceran. Va deixar al Perú la dona que mai va reconèixer.